# Гоклен, Мишель
Гоклен (Гокелен), Мишель (Michel Gauquelin), (13 ноября 1928, 22:15, Париж — 20 мая 1991, Париж) — французский астролог, занимавшийся статистическими исследованиями взаимосвязи профессиональных достижений человека с расположением планет в момент его рождения.

## Ранние годы жизни
Гоклен проявил интерес к астрологии в раннем возрасте под влиянием друга своего отца. Уже в возрасте десяти лет он мог вычислить натальную карту, и из-за увлечения астрологией в школе имел прозвище Нострадамус.
После изучения психологии и статистики в Сорбонне, получив степень доктора психологии, начал многолетние исследования, пытаясь проверить и поставить под сомнение основные принципы астрологии.

## Взгляды Гоклена на астрологию
Усилия Гоклена были направлены на исследование астрологии статистическими методами; он изучал различные корреляции, используя очень большие выборки дат рождения. Пример одного из его исследований был опубликован в книге «Космические часы» (The Cosmic Clocks, 1967), где он провёл «анализ противоположных судеб». Астрологам были предложены гороскопы двадцати известных преступников и двадцати людей из тех, кто к криминалу отношения не имел. В результате исследования выяснилось, что астрологи не могли действовать лучше, чем случайный выбор. Свои критические взгляды на широко распространённые традиции астрологии Гоклен представил в книге «Научные основы астрологии» (The Scientific Basis of Astrology, 1969), где категорически отрицал связь зодиакальных знаков, аспектов и транзитов с судьбами людей.
Убедившись в том, что многие постулаты астрологии оказались ошибочными, Гоклен кроме дня рождения решил изучать ещё и время рождения (часы и минуты), зависевшее от суточного вращения Земли вокруг своей оси, начав получать некоторые положительные результаты при исследовании связи между профессиональными достижениями человека и положением планет в момент его рождения. Ближе к концу жизни он предложил реформировать астрологию, полагая, что следует отказаться от большинства распространённых традиций, взяв за основу только те явления, которые могут быть подтверждены объективными, статистическими методами. Гоклен назвал это «Неоастрологией» и посвятил ей одноимённую книгу (Neo-Astrology, 1991).

## Личная жизнь
Супруга Мишеля — Франсуаза Шнайдер-Гоклен (род. 19.07.1929), также психолог, участвовала в проведении большинства статистических исследований мужа. Кроме своих исследований, Мишель был известен как превосходный велосипедист и теннисист, одно время входивший в число 50 лучших теннисистов Франции. После развода он женился во второй раз в 1986 году на Марии Кадилак. В 1991 году Мишель Гоклен покончил жизнь самоубийством. После смерти исчезли все данные его многолетних исследований. По одной из версий, уничтожение данных было произведено в соответствии с завещанием Гоклена.

## Эффект Марса
Эффект Марса — образное название предполагаемой зависимости спортивных достижений человека от положения Марса в момент рождения этого человека. Исследования этой взаимосвязи были впервые опубликованы в 1955 году в книге М. Гоклена «Влияние звёзд» («L’influence des astres») и впоследствии проверялись как супругами Гоклен, так и другими исследователями. Астрологи ссылаются на результаты этих исследований, как на научное доказательство работоспособности астрологии. В то же время наука не признаёт существование «эффекта», появление которого обусловлено манипуляциями с исходными данными. Статистическая значимость результатов исследований также поставлена под сомнение.

### Исследования Гоклена

Радиальная диаграмма, отображающая соответствие между временем рождения спортсменов (с поправкой на широту местности) и позицией Марса по отношению к суточному вращению Земли.
Фазы Марса в порядке следования по часовой стрелке представлены 12 секторами — 6 над горизонтом и 6 под ним. Положения на 9 и 0 часов диаграммы означают момент восхода и кульминации Марса соответственно и являются началом одного из двух «ключевых секторов» — 1-го и 4-го.
Угол и расстояние до центра диаграммы отражают усреднённое количество людей, родившихся в конкретный момент фазы Марса. Ломаная линия представляет данные Гоклена о выдающихся спортсменах. Похожая на эллипс замкнутая линия представляет ожидаемые значения для обычных людей с поправкой на изменение величины фаз Марса в зависимости от широты места рождения и на обнаруженную тенденцию рождения людей ближе к восходу Солнца.

Заинтересовавшись вопросом статистической проверки работоспособности астрологии, Мишель Гоклен провёл ряд анализов времени рождения различных людей. Первые результаты были получены для 576 врачей-академиков, членов Французской Медицинской Академии. Исследователь обнаружил, что врачи имеют тенденцию рождаться сразу же после восхода или кульминации планет Марс и Сатурн.
Повторные исследования на выявление обнаруженной корреляции были проведены Гокленом по данным другой группы французских врачей — авторов важных исследований. Группа состояла из данных о рождении 508 человек и содержала в себе ту же зависимость.
Для проведения более тщательных исследований Гоклен собрал в Германии, Бельгии, Италии и Голландии данные о времени рождения 25000 человек из официальных источников. За некоторым исключением, продолжали появляться положительные результаты.
Гоклен заметил различие между людьми науки и людьми искусства. Сопоставив данные о времени рождения 5100 достигших успеха представителей искусства и 3647 успешных учёных, исследователь обнаружил, что учёные наиболее часто рождаются сразу после восхода или кульминации Сатурна. Таким положением сопровождалось рождение 724 человек, а не 626, как следовало ожидать на основе теории вероятностей. В то же время рождение деятелей искусства при таком положении планеты оказалось наименее вероятным.
Проанализировал время рождения 3438 военачальников, Гоклен выяснил, что 680 из них рождены сразу после восхода или кульминации Марса вместо ожидаемых по теории вероятностей 590. Влияние Юпитера на военачальников было выражено сильнее: 703 случая вместо ожидаемых 572.
В случае 2088 чемпионов спорта рождение также сопровождалось восходом или кульминацией Марса: 452 случая вместо 358 случаев, предсказанных теоретически.
Просматривая биографии знаменитых спортсменов, Гоклен заметил, что большинство из них обладало «железным» характером: их описывали как людей решительных, смелых, энергичных, настойчивых и т. п. Гоклен повторил анализ. На этот раз основываясь на биографических описаниях, он сформировал две подгруппы знаменитых спортсменов: группу с «железным» характером и группу «слабовольных», которые описывались как непоследовательные, дилетанты, нечестолюбивые, джентльмены и т. д. Первая группа включала в себя много людей, добившихся успеха, невзирая на различные физические ограничения. Во второй оказалось много «прирожденных атлетов», достигших успеха с минимумом усилий. Согласно исследованию Гоклена, Марс восходит или кульминирует значительно чаще в момент рождения спортсменов первой группы, в то время как для второй группы такие положения планеты оказалось нехарактерным.
По мнению Гоклена, «эффект Марса» обнаруживался только у выдающихся спортсменов (специально выбранных по некоторому критерию «успеха»), рождённых до 1950 года.

### Независимая проверка «эффекта Марса»

#### Комитет Пара
После публикации книги «Влияние звёзд» (1955) Гоклен предложил в 1956 году перепроверить свои данные Бельгийскому комитету научных исследований паранормальных явлений, или сокращённо «Комитет Пара» — Comité Belge pour L’Investigation Scientifiques des Phénomènes Réputés Paranormaux (Comité Para). Лишь в 1962 году член Комитета Пара Джин Дат (Jean Dath) подтвердил корректность статистической стороны расчётов Гоклена и предложил провести проверку, выбрав для этой цели бельгийских спортсменов. В 1967-68 годах были проведены расчёты для новой группы, в которую вошли 535 спортсменов-чемпионов из Франции и Бельгии, хотя данные о большинстве атлетов (473 из 535) всё также исходили от Гоклена. В результате было обнаружено, что 22,2 % чемпионов родились после восхода или кульминации Марса, тогда как при равномерном распределении моментов рождения людей вероятность оказаться в двух из двенадцати секторов составляет 2/12 = 16,7 %. В опубликованном в 1976 году заявлении Комитета Пара содержалось предположение, что результаты могут быть объяснены неким демографическим артефактом, и было сообщено, что «Комитет Пара не может принять выводов исследований Гоклена, основанных на гипотезе, в которой Комитет усматривает неточность».

#### Тест Зелена
В качестве независимого эксперта для оценки результатов Гоклена был приглашен статистик Марвин Зелен (Marvin Zelen), член американского «Комитета по научному исследованию сообщений о сверхъестественных явлениях» (CSICOP — Committee for the Scientific Investigation of the Claims of Paranormal), который предложил провести ещё один тест. Статистик указал, что из данных Гоклена о 2088 европейских атлетах следует выбрать случайную сотню и сопоставить ей контрольную группу из обычных людей, рождённых в то же время и том же месте, что и спортсмены-чемпионы. Если результаты Гоклена связаны с неким демографическим артефактом, то для контрольной группы также должно быть зарегистрировано влияние Марса.
Супруги Гоклен приняли это предложение и провели исследование на основе данных о рождении 16756 человек, родившихся в течение того же времени, что и спортсмены (группа атлетов была расширена до 303 человек). В результате анализа вновь сформированных данных было выявлено, что в 21,8 % случаев, чемпионы родились при восходящем или кульминирующем Марсе. «Эффект Марса» в контрольной группе зафиксирован не был: среди обычных людей при кульминирующем или восходящем Марсе было рождено только 16,4 % людей из контрольной группы. Таким образом, тест Зелена не подтвердил предположение Комитета Пара о том, что результаты Гоклена были искажены вследствие некоторого демографического артефакта. В опубликованной в 1983 году статье членов CSICOP Зилена, Абелла и Куртца был подчёркнут вывод о том, что Гоклен адекватно учитывал демографические и астрономические факторы для контрольной группы.
Тест Зелена подвергся критике со стороны астронома Денниса Роулинза, который в 1975 и 1977 годах утверждал, что группа исходных данных была не случайной, а специально подобрана Гокленом, к тому же сокращение выборки спортсменов могло ещё более исказить результаты в пользу предполагаемого эффекта. Помимо этого Роулинз указал, что проверка результатов Гоклена силами членов CSICOP проводилась при помощи простых арифметических методов на основании данных из альманаха Военно-морской обсерватории США, где позиция Марса рассчитана на фиксированных интервалах, то есть без использования сферической тригонометрии, как в исследовании Гоклена.

#### Исследования американских спортсменов
«Эффект Марса» был получен супругами Гоклен на базе данных европейских спортсменов и, поскольку ещё в 1977 году корректность выборки атлетов была подвергнута сомнению, CSICOP совместно с журналом «Гуманист» в 1979 году решил провести исследование на базе данных американских атлетов. К вычислениям был привлечён и Деннис Роулинз. Эта работа, опубликованная в журнале Skeptical Inquirer, дала отрицательные результаты — только у 13,5 % исследованных спортсменов (то есть даже ниже среднего значения 16,7 %) Марс находился в ключевых секторах.
В том же номере журнала была опубликована критика супругами Гоклен данных об американских спортсменах и ответ на критику от Куртца, Зелена и Абелла. Супруги Гоклен утверждали, что был нарушен главный принцип отбора — в исследовании должны участвовать только выдающиеся спортсмены. В одной из проанализированных подгрупп, состоявшей из 197 спортсменов более низкого класса, эффект Марса был зарегистрирован лишь для 24 атлетов, то есть в 12 % случаев, что значительно ниже ожидаемого уровня. Гоклены обнаружили, что 32 % исследованных американских спортсменов были баскетболистами, а предыдущие их работы показали, что эффект Марса в этом виде спорта почти не наблюдался. Кроме того, 8 % атлетов были рождены после 1950 года, когда, по мнению Гокленов, данные о моменте рождения перестают быть достоверными по причине увеличения количества искусственно стимулированных родов (вызванных лекарствами или хирургическим вмешательством). В ответ члены CSICOP обвинили анализ супругов Гоклен в использовании критериев отбора уже после того, как данные стали им известны.

## Объяснения появлению «эффектов», наблюдаемых Гокленом
«Эффект Марса» напрямую зависит от вращения Земли вокруг своей оси, поэтому результаты исследований прежде всего зависели от точности данных о моментах рождения людей. Одним из объяснений появлению «эффекта Марса» и других «эффектов» может быть неточность этих данных. Поскольку существование феномена предполагалось только у выдающихся людей, критерий их выбора также важен для объяснения итогов исследований Гоклена.
Впоследствии было показано, что при анализе Гоклен сознательно допускал систематическую ошибку, отбирая тех из выдающихся людей, чьи данные подтверждали его гипотезу. В тех случаях, когда можно было манипулировать данными исходя из неясности «критерия успеха» и неточностях в дате, месте и моменте рождения людей, Гоклен включал в итоговые отчёты имевших нужный «эффект», и исключал остальных.

### «Эффект Марса» в случайной выборке — изучение уровня значимости
«Эффект» какой-либо планеты может быть найден в любой случайной выборке, не прибегая к манипуляциям с исходными данными. В 2010 году было обнаружено, что Гоклен, изучая связь между судьбами людей и положениями планет в момент их рождения, не делал поправку на множественные сравнения. В астрологии, как правило, рассматривается 10 небесных светил, каждое из которых может находиться в одном из 12 «секторов». Существует 132 комбинации пар секторов, а значит 1320 разных комбинаций небесного тела и двух секторов. Если взять случайную выборку моментов рождений людей того же размера, что и выборка Гоклена, с вероятностью примерно 25 % будет найдена хотя бы одна комбинация небесного светила и пары секторов, для которой будет наблюдаться эффект не меньший, чем эффект Марса. Таким образом, «эффект Марса» не проходит даже умеренный порог статистической значимости в 0.05 и может представлять собой статистическую ошибку первого рода. Такое утверждение делается в статье «Эффект Марса-Сатурна», опубликованной в журнале Skeptic Magazine. Эти поправки на множественные сравнения не были учтены ни в многочисленных трудах самого Гоклена, ни в работах других исследователей, изучавших уровень значимости при проверке статистических гипотез о связи положений планет и судеб людей.
Некоторые астрологи возражают, что планета Марс традиционно ассоциируется со спортом, поэтому более других планет подходит для данного эффекта. Однако это утверждение противоречит астрологическим представлениям о том, что найденные Гокленом «ключевые секторы» традиционно связаны с отсутствием влияния планеты. Кроме того, выдающиеся спортсмены отличаются от рядовых людей более крепким здоровьем, знаменитостью, богатством, успешностью, упорством, целеустремлённостью и иными качествами, многие из которых астрологи ассоциируют с другими планетами.

## Труды Гоклена

### Книги
- L’influences des Astres. Paris 1955.
- Les hommes et les astres. Paris 1960.
- L’heredite Planetaire. Paris 1966.
- The Cosmic Clocks: From Astrology to a Modern Science. Chicago 1967; London 1973.
- The Scientific Basis for Astrology. Stein and Day Publishers. New York, 1969. Paperback version: Natl Book Network, 1970 ISBN 0-8128-1350-2.
- Gauquelin M. Connaître les autres. Paris 1970.
- Cosmic Influence on Human Behaviour. London 1976. Перевод на английский: (Joyce E. Clemow) Aurora Press. Santa Fe, NM, 1994.
- Neo-Astrology: A Copernican Revolution.— London: The Penguin Group, 1991. ISBN 0-14-019318-9
- Гоклен М. Досье космических влияний/Пер. с фр. Н. Васильковой.— М.: КРОН-ПРЕСС, 1998.— 352 с. — Серия «Таинственный мир». ISBN 5-232-00745-9

в соавторстве:
- Gauquelin M.; Sadoul J. L’Astrologie. Paris 1972.
- Gauquelin F., Gauquelin M., Eysenck S.B.G. Personality and Position of the Planets at Birth.